# Lindsey Shaw
Lindsey Shaw (ur. 10 maja 1989 w Lincoln) – amerykańska aktorka filmowa.
Zadebiutowała w serialu Szkolny poradnik przetrwania jako Jennifer Mosely. Grała główną rolę – Kat Stratford – w serialu pt. Zakochana złośnica. Najbardziej znana jest z roli Paige McCullers w serialu Słodkie kłamstewka. Brała udział w dubbingowaniu gry Enslaved: Odyssey to the West (2010, rola: Tripitaka). Shaw zagrała również główne role w filmach Love Me, 16-Love i Królowa balu.

## Filmografia
- 2004–2007: Szkolny poradnik przetrwania (Ned's Declassified School Survival Guide) jako Jennifer „Moze” Mosely
- 2005: The Great Lie jako Robyn
- 2007–2008: Obcy w Ameryce (Aliens in America) jako Claire Tolchuck
- 2008: Jedenasta godzina (Eleventh Hour) jako Vivian Bingham
- 2009–2010: Zakochana złośnica (10 Things I Hate About You) jako Kat Stratford
- 2010: Devolved jako Peggy
- 2010: Nic & Tristan Go Mega Dega jako Aubrey
- 2010: Gideon jako Faye
- 2011: Królowa balu (Teen Spirit) jako Lisa Summers
- 2011: Skowyt: odrodzenie (The Howling: Reborn) jako Eliana Wynter
- 2011–2014: Słodkie kłamstewka (Pretty Little Liars) jako Paige McCullers
- 2012: 16-Love jako Ally Mash
- 2012: Anatomia prawdy (Body of Proof) jako Sophia Polley
- 2012: No One Lives jako Amber
- 2012: Love Me jako Sylvia Potter
- 2013: Objects in the Rearview jako Alice
- 2014: Podmiejski czyściec (Suburgatory) jako June
- 2014: Yellow Day jako dziewczyna w kościele